# As Time Goes By
«As Time Goes By» (с англ. — «С течением времени») — песня, написанная Германом Хапфелдом в 1931 году. Она стала очень известной в 1942 году, когда её спел Сэм (Дули Уилсон) в фильме «Касабланка».

## История
Американский композитор Герман Хапфелд написал «As Time Goes By» для бродвейского мюзикла «Добро пожаловать всем» поставленного в 1931 году. В оригинальном шоу её исполнял Фрэнсис Уильямс. Первую аудиозапись в том же году сделал Руди Валле. Песня очень полюбилась писателю Мюррею Барнетту, который использовал её в своей не поставленной пьесе «Все приходят к Рику» (Everybody Comes to Rick’s), созданной вместе с Джоанн Эллисон. Когда соавторам не удалось найти бродвейского продюсера, они продали её кинокомпании Warner Bros. за 20 000 долларов. На основе её был снят культовый фильм «Касабланка», где она прозвучала в исполнении Дули Уилсона под аккомпанемент Эллиота Карпентера. Композитор фильма Макс Стайнер отрицательно относился к использованию музыки бродвейской песни. В разговоре с женой он назвал мелодию «отвратительной». Несмотря на то, что композитор «ненавидел» навязанную ему мелодию, она стала лейтмотивом всего фильма, а в партитуре в том или ином виде она появилась в 24 вариантах.
Песня была признана № 2 в 100 лучших песен из американских фильмов за 100 лет по версии AFI, где она оказалась ниже «Over the Rainbow» из фильма «Волшебник из страны Оз» (1939). В 1999 году National Public Radio включило её в свой список 100 самых важных американских музыкальных произведений XX-го века.